# Buguruslan
Huyện Buguruslan (tiếng Nga: ? райо́н) là một huyện hành chính tự quản (raion), của Tỉnh Orenburg, Nga. Huyện có diện tích 59 km². Trung tâm của huyện đóng ở Buguruslan.